# فيلق الجيش الثالث عشر

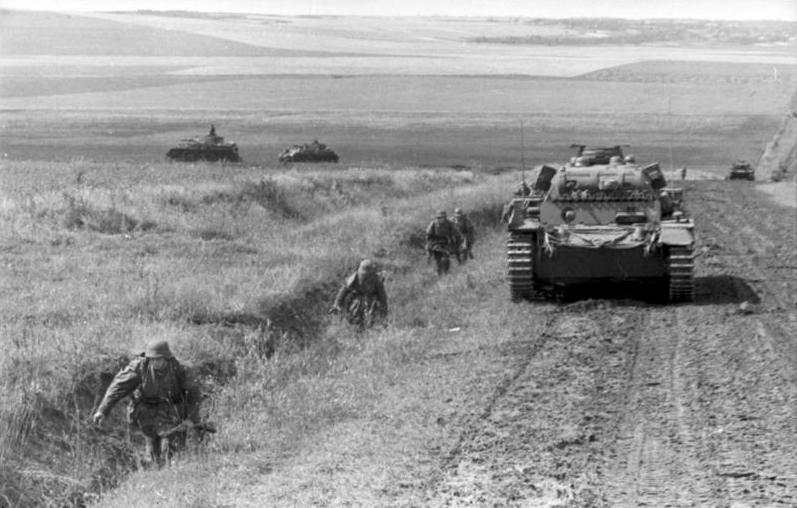

فيلق الجيش الثالث والخمسين فيلق في الجيش الألماني خلال الحرب العالمية الثانية. تم نشره لأول مرة في عام 1941 وكان نشطا كجزء من الجيوش المختلفة تحت مجموعة الجيوش الوسطى حتى عام 1944، عندما تم تدميره خلال عمليات الجيش الأحمر السوفياتي عملية باغراتيون وعملية كوتوزوف في يونيو ويوليو 1944.    تكبد الفيلق خسائر فادحة نتيجة للهجمات السوفيتية. تم تدمير جميع فرقه وقتل جميع الجنود أو أسروا من قبل الاتحاد السوفياتي.  تم نشر وحدة جديدة تسمى فيلق الجيش الثالث في ديسمبر 1944، عندما تم تكليفه بالجيش السابع وقاتلت على الجبهة الغربية حتى الاستسلام لقوات جيش الولايات المتحدة في أبريل 1945.

## التاريخ

### النشر الأول، 1941-1944

#### 1941
تم نشر Generalkommando فيلق الجيش الثالث والخمسون لأول مرة في 15 فبراير 1941، في المنطقة العسكرية الثامنة عشر ( سالزبورغ ). كان القائد الأول كارل ويزنبرغر، قائد فرقة المشاة 71 سابقاً. تم وضع الفيلق الواحد والخمسون تحت الجيش الحادي عشر من أبريل إلى مايو 1941، قبل نقله إلى الجيش الرابع في يونيو.  شارك في عملية بربروسا كجزء من قوات الاحتياط الرابعة للجيش. كانت فرقها الأولية في بربروسا هي فرقة المشاة الخامسة والأربعين،  فرقة المشاة 52،  وفرقة المشاة 167.  في الأيام الأولى من القتال، بقي فيلق الجيش الثالث والخمسون كجزء من احتياطي الجيش الرابع، لكنه ساعد التقدم الألماني في روسيا البيضاء، بما في ذلك في معركة بياليستوك - مينسك، عندما ساعد فيلق جيش الثالث والخمسون الجناح الأيمن لمجموعة الجيش في مالاريتا. 
في نهاية المطاف، أصبح فيلق الجيش الثالث جزءًا من الجيش الثاني في أغسطس. 
في 26 نوفمبر، وصل الفيلق نهر الدون. عبرت فرقة المشاة 167 دون بالقرب من مصدرها في إيفان أوزيرو. 
في ديسمبر، تمت إضافة فرقة المشاة 29  إلى فيلق الجيش LIII.  في 19 ديسمبر، اتخذ فيلق الجيش LIII وXXXXV في مواقع ضد هجوم الشتاء السوفياتي عام 1941. بعد عدة أيام من الهجمات السوفيتية التي لا هوادة فيها، وتركت فرقة المشاة رقم تتعرض للضرب الشديد، حكم جودريان على القيمة الدفاعية لفيلق جيش LIII بأنها محدودة فقط. قام السوفييت بطرد الفيلق الثالث من مواقع بحلول 25 ديسمبر. 

### النشر الثاني، 1944-1945
تم نشر الفيلق مرة أخرى في 11 نوفمبر 1944 كجزء من المنطقة العسكرية إكس إكس ( غدانسك )، باستخدام أجزاء من Generalkommando لفون روثكيرش، قائد مجموعة قيادة المنطقة الخلفية السابق لمجموعة قيادة المنطقة الخلفية للجيش الذي تم تعيينه الآن لقيادة فيلق الجيش الثالث والخمسون. تم ملء الفيلق جزئيا من قبل قوات فيلق الجيش 54.   استسلم فيلق الجيش الثالث والخمسون لقوات جيش الولايات المتحدة في 15 أبريل 1945 بالقرب من مندن، ثم تحت قيادة فريتز بايرلين. 

## القادة

### النشر الأول
- كارل ويزنبرغر: 15 فبراير 1941 - 1 ديسمبر 1941
- Walther Fischer von Weikersthal : 1 ديسمبر 1941 - 25 يناير 1942
- إريك-هاينريش كلوسنر : 25 يناير 1942 - 22 يونيو 1943
- فريدريش جولويتزر : 22 يونيو 1943 - 26 يونيو 1944

### النشر الثاني
- إدوين جراف فون روثكيرش أوند تراك : 11 نوفمبر 1944 - 6 مارس 1945 (أسرى الحرب)
- والتر بوتش : 6 مارس 1945 - 24 مارس 1945
- فريتز بايرلين : 24 مارس 1945 - 15 أبريل 1945